# MegaGiga
MegaGiga – komiksowe czasopismo Disneya, zawierające ok. 500 stron komiksów o Kaczorze Donaldzie, Myszce Miki i innych postaciach z tego uniwersum. Każdy tom zawiera komiksy dobrane tematycznie, a tytuł każdego tomu nawiązuje do tematyki komiksów. Kolejne numery ukazują się różną częstotliwością od maja 2006 r. Obecnie pojawiają się 3 numery w roku. Czasopismo jest wydawane równolegle z Gigant Poleca, a także Gigant Mamut – innymi czasopismami prezentującymi komiksy z tego uniwersum.

## Pierwowzór
W 2005 roku ukazał się tomik z serii Gigant Extra pt. "Władcy Smoków". Został on narysowany przez Giorgio Cavazzano i opowiada o wyprawie kaczorów w świat równoległy, gdzie panuje wojna. W innych krajach, komiks ten był publikowany w ramach serii "Hall of Fame" (w Polsce wydana pod nazwą Kaczogród). Po okresie sprzedaży "Giganta Extra" okazało się, że koszty takiej serii będą przekraczać wpływy, dlatego zaczęto wydawać serię MegaGiga (drukowanej na gorszym papierze, lecz o większej ilości stron).

## Przegląd wydań
| Rok wydania | Wydane tomy | Data wydania    | Data wydania         |
| Rok wydania | Wydane tomy | Pierwszy tomik  | Ostatni tomik        |
| ----------- | ----------- | --------------- | -------------------- |
| 2006        | 1-3 (3)     | 8 czerwca 2006  | 25 października 2006 |
| 2007        | 4-9 (6)     | 2 lutego 2007   | 28 grudnia 2007      |
| 2008        | 10-17 (8)   | 7 lutego 2008   | 17 grudnia 2008      |
| 2009        | 18-23 (6)   | 14 lutego 2009  | 27 listopada 2009    |
| 2010        | 24-29 (6)   | 1 lutego 2010   | 28 grudnia 2010      |
| 2011        | 30-34 (5)   | 5 marca 2011    | 21 grudnia 2011      |
| 2012        | 35-38 (4)   | 21 marca 2012   | 20 grudnia 2012      |
| 2013        | 39-40 (2)   | 22 maja 2013    | 21 listopada 2013    |
| 2014        | 41-42 (2)   | 17 czerwca 2014 | 21 listopada 2014    |
| 2015        | 43-44 (2)   | 28 maja 2015    | 27 listopada 2015    |
| 2016        | 45-46 (2)   | 20 maja 2016    | 25 listopada 2016    |
| 2017        | 47-48 (2)   | 8 czerwca 2017  | 14 grudnia 2017      |
| 2018        | 49-50 (2)   | 8 czerwca 2018  | 6 grudnia 2018       |
| 2019        | 51-52 (2)   | 6 czerwca 2019  | 3 grudnia 2019       |
| 2020        | 53-54 (2)   | 4 czerwca 2020  | 3 grudnia 2020       |
| 2021        | 55-56 (2)   | 2 czerwca 2021  | 3 grudnia 2021       |
| 2022        | 57-58 (2)   | 2 czerwca 2022  | 2 grudnia 2022       |
| 2023        | 59-61 (3)   | 22 marca 2023   | 22 listopada 2023    |
| 2024        | 62-64 (3)   | 12 marca 2024   | 19 listopada 2024    |
| 2025        | od 65       | 12 marca 2025   | 2025                 |

## Tytuły i tematyka tomów
| Numer tomu | Numer w roku | Data wydania         | Tytuł                            | Tematyka tomu                                                                           | Liczba stron |
| ---------- | ------------ | -------------------- | -------------------------------- | --------------------------------------------------------------------------------------- | ------------ |
| 1          | 1            | 8 czerwca 2006       | Futbolowa Gorączka               | Komiksy o piłce nożnej                                                                  | 352          |
| 2          | 2            | 13 lipca 2006        | Piraci z Kwaraibów               | Komiksy o piratach oraz o żeglowaniu.                                                   | 448          |
| 3          | 3            | 25 października 2006 | Strrraszne rzeczy                | Komiksy o duchach, upiorach, potworach i zjawach                                        | 448          |
|            |              |                      |                                  |                                                                                         |              |
| 4          | 1            | 2 lutego 2007        | Wehikuł czasu                    | Komiksy o podróży w czasie.                                                             | 448          |
| 5          | 2            | 12 kwietnia 2007     | 1001 prac                        | Komiksy o różnych pracach Kaczora Donalda i Myszki Miki                                 | 448          |
| 6          | 3            | 20 czerwca 2007      | Donald. Kaczor Donald.           | Komiksy o tajnych agentach, szpiegach i agencji KAWA                                    | 448          |
| 7          | 4            | 26 sierpnia 2007     | Bardzo Dziki Zachód              | Komiksy dziejące się na Dzikim Zachodzie, lub do niego nawiązujących                    | 448          |
| 8          | 5            | 2 listopada 2007     | 13 samurajów                     | Komiksy o samurajach i Japonii                                                          | 448          |
| 9          | 6            | 28 grudnia 2007      | Gra w zielone                    | Komiksy o Wujku Sknerusie i pieniądzach                                                 | 448          |
|            |              |                      |                                  |                                                                                         |              |
| 10         | 1            | 7 lutego 2008        | Epoka lodowcowa                  | Komiksy dziejące się w czasach prehistorii lub do niej nawiązujących                    | 448          |
| 11         | 2            | 22 marca 2008        | Magią i mieczem                  | Komiksy o czasach średniowiecza i komiksy fantasy                                       | 448          |
| 12         | 3            | 8 maja 2008          | Kwa Vadis                        | Komiksy o starożytnym Rzymie oraz Grecji                                                | 448          |
| 13         | 4            | 20 czerwca 2008      | Przesyłka z Kaczogrodu           | Komiksy o życiu w Kaczogrodzie i Myszogrodzie                                           | 448          |
| 14         | 5            | 6 sierpnia 2008      | Tanie dranie                     | Komiksy o czarnych charakterach: Magice, Braciach Be, Czarnym Piotrusiu i Fantomenie    | 448          |
| 15         | 6            | 17 września 2008     | Moby Duck                        | Komiksy o statkach, morzach i oceanach.                                                 | 448          |
| 16         | 7            | 4 listopada 2008     | Mikołaj i jego przypadki         | Komiksy o Świętym Mikołaju i Bożym Narodzeniu                                           | 448          |
| 17         | 8            | 17 grudnia 2008      | Kurtyna w górę!                  | Komiksy o teatrze i sztuce filmowej                                                     | 448          |
|            |              |                      |                                  |                                                                                         |              |
| 18         | 1            | 14 lutego 2009       | 2009: Odyseja kosmiczna          | Komiksy science fiction, dziejące się w kosmosie.                                       | 448          |
| 19         | 2            | 15 kwietnia 2009     | Miłość w czasach kryzysu         | Komiksy o zakochanych parach i partnerach głównych bohaterów.                           | 448          |
| 20         | 3            | 13 czerwca 2009      | Awantura o bazie                 | Komiksy o codziennym życiu w Kaczogrodzie i Myszogrodzie.                               | 448          |
| 21         | 4            | 8 sierpnia 2009      | 35mm do Hollywood                | Komiksy na podstawie słynnych filmów lub nawiązujące do tematyki filmowej.              | 448          |
| 22         | 5            | 3 października 2009  | Klątwa Tutenkwamona              | Komiksy o starożytnym Egipcie.                                                          | 448          |
| 23         | 6            | 27 listopada 2009    | Dyskotekowy zawrót głowy         | Komiksy o muzyce.                                                                       | 448          |
|            |              |                      |                                  |                                                                                         |              |
| 24         | 1            | 1 lutego 2010        | Kaczory i potwory                | Komiksy o głębinach mórz.                                                               | 512          |
| 25         | 2            | 13 kwietnia 2010     | Poszukiwacze zaginionych skarbów | Komiksy o poszukiwaniu skarbów.                                                         | 448          |
| 26         | 3            | 29 czerwca 2010      | Złota gorączka                   | Komiksy nawiązujące do złota                                                            | 512          |
| 27         | 4            | 31 sierpnia 2010     | Jazda na całego!                 | Komiksy o podróżach.                                                                    | 512          |
| 28         | 5            | 3 listopada 2010     | Kuzyn Czarnoksiężnika            | Komiksy nawiązujące do świata czarodziejów, magicznych symboli, czarów                  | 512          |
| 29         | 6            | 28 grudnia 2010      | Skarb Inkaczek                   | Komiksy nawiązujące do starożytnych cywilizacji Majów i Azteków                         | 512          |
|            |              |                      |                                  |                                                                                         |              |
| 30         | 1            | 5 marca 2011         | Kaczki w kosmosie                | Komiksy nawiązujące do tematyki kosmosu, innych planet, przybyszów z innych planet itp. | 512          |
| 31         | 2            | 29 kwietnia 2011     | Dobry, zły i Miki                | Komiksy o pojedynkach Myszki Miki i jego przyjaciół z przestępcą Fantomenem             | 512          |
| 32         | 3            | 7 lipca 2011         | Przybyłem, zobaczyłem, nawaliłem | Komiksy nawiązujące do czasów starożytności                                             | 512          |
| 33         | 4            | 30 września 2011     | Piątka bez sternika              | Komiksy o statkach, morzach i oceanach                                                  | 512          |
| 34         | 5            | 21 grudnia 2011      | Koszmar z ulicy Kaczej           | Komiksy nawiązujące do tematyki duchów, zjaw, potworów itd.                             | 512          |
|            |              |                      |                                  |                                                                                         |              |
| 35         | 1            | 21 marca 2012        | Bezbłędny rycerz                 | Komiksy nawiązujące do tematyki rycerskiej                                              | 512          |
| 36         | 2            | 21 czerwca 2012      | Rolnik z Kaczogrodu              | Komiksy nawiązujące do tematyki rolniczej                                               | 512          |
| 37         | 3            | 20 września 2012     | Zemsta wikinga                   | Komiksy nawiązujące do tematyki wikingów                                                | 512          |
| 38         | 4            | 20 grudnia 2012      | Kaczorów dwóch                   | Komiksy o tematyce szpiegowskiej                                                        | 512          |
|            |              |                      |                                  |                                                                                         |              |
| 39         | 1            | 22 maja 2013         | Skarb kaczorów                   | Komiksy o poszukiwaniu skarbów                                                          | 512          |
| 40         | 2            | 21 listopada 2013    | Nowa baśń                        | Komiksy o tematyce historyczno-baśniowej                                                | 512          |
|            |              |                      |                                  |                                                                                         |              |
| 41         | 1            | 17 czerwca 2014      | Szaleństwo w Rio                 | Komiksy o przygodach w Brazylii                                                         | 512          |
| 42         | 2            | 21 listopada 2014    | Efekt badyla                     | Komiksy o niezwykłych wynalazkach                                                       | 512          |
|            |              |                      |                                  |                                                                                         |              |
| 43         | 1            | 28 maja 2015         | Letnia przygoda                  | Komiksy o tematyce wakacyjnej                                                           | 512          |
| 44         | 2            | 27 listopada 2015    | Przebudzenie siły                | Komiksy o tematyce kosmicznej                                                           | 512          |
|            |              |                      |                                  |                                                                                         |              |
| 45         | 1            | 20 maja 2016         | Komputerowa przygoda             | Komiksy o tematyce komputerowej                                                         | 512          |
| 46         | 2            | 25 listopada 2016    | Gagatek zza kratek               | Komiksy o tematyce więziennej i związane z łapaniem przestępców                         | 512          |
|            |              |                      |                                  |                                                                                         |              |
| 47         | 1            | 8 czerwca 2017       | Królowie złoci                   | Komiksy o poszukiwaniu skarbów                                                          | 512          |
| 48         | 2            | 14 grudnia 2017      | Ale cyrk!                        | Komiksy o tematyce cyrkowej                                                             | 512          |
|            |              |                      |                                  |                                                                                         |              |
| 49         | 1            | 8 czerwca 2018       | Dynastia                         | Komiksy z serii Z dziejów Kaczego Rodu                                                  | 512          |
| 50         | 2            | 6 grudnia 2018       | Wyprawa w przyszłość             | Komiksy o przyszłości i przenoszeniu się w czasie                                       | 512          |
|            |              |                      |                                  |                                                                                         |              |
| 51         | 1            | 6 czerwca 2019       | Złota rączka                     | Komiksy o poszukiwaniach skarbów                                                        | 512          |
| 52         | 2            | 3 grudnia 2019       | Legenda o Wyspie Skarbów         | Komiksy o piratach oraz o morzach i oceanach                                            | 512          |
|            |              |                      |                                  |                                                                                         |              |
| 53         | 1            | 4 czerwca 2020       | Pierwszy samuraj                 | komiksy o Japonii i samurajach                                                          | 512          |
| 54         | 2            | 3 grudnia 2020       | Pod szczęśliwą gwiazdą           | Komiksy o horoskopie i szczęściu                                                        | 512          |
|            |              |                      |                                  |                                                                                         |              |
| 55         | 1            | 2 czerwca 2021       | 100 lat!                         | Komiksy o tematyce wszelakich urodzin czy przyjęć                                       | 512          |
| 56         | 2            | 3 grudnia 2021       | Hokus-pokus                      | Komiksy o magii i czarodziejach                                                         | 512          |
|            |              |                      |                                  |                                                                                         |              |
| 57         | 1            | 2 czerwca 2022       | Wielka wyprawa                   | Komiksy o niezwykłych wyprawach                                                         | 512          |
| 58         | 2            | 2 grudnia 2022       | W kosmos!                        | Komiksy o kosmosie                                                                      | 512          |
|            |              |                      |                                  |                                                                                         |              |
| 59         | 1            | 22 marca 2023        | Genialne wynalazki               | Komiksy o wynalazkach                                                                   | 512          |
| 60         | 2            | 9 sierpnia 2023      | Ku przestworzom!                 | Komiksy o samolotach i lotnictwie                                                       | 512          |
| 61         | 3            | 22 listopada 2023    | Między nami robotami             | Komiksy o tematyce robotów                                                              | 512          |
|            |              |                      |                                  |                                                                                         |              |
| 62         | 1            | 12 marca 2024        | Dworskie życie                   | Komiksy o tematyce arystokracji                                                         | 512          |
| 63         | 2            | 14 czerwca 2024      | Kwak'n'Roll                      | Komiksy o tematyce muzycznej                                                            | 512          |
| 64         | 3            | 19 listopada 2024    | Wyjazd z budowy!                 | Komiksy o tematyce budowlanej                                                           | 512          |
|            |              |                      |                                  |                                                                                         |              |
| 65         | 1            | 12 marca 2025        | Kaczki na Olimpie                | Komiksy związane z grecką mitologią                                                     | 512          |
| 66         | 2            | 13 czerwca 2025      | Przypadek ojcem wynalazku        | Komiksy o tematyce wynalazków i nowych technologii                                      | 512          |